# Kostel Nanebevzetí Panny Marie (Spišská Nová Ves)
Kostel Nanebevzetí Panny Marie je římskokatolický gotický kostel, který se nachází v Spišské Nové Vsi na Radničním náměstí. Je nejcennější umělecko-historickou památkou ve městě. Mohutná trojlodní bazilika je pozoruhodná díky jižnímu gotickému portálu, plastikám Mistra Pavla z Levoče. Neogotická věž z konce 19. století (1893) je svou výškou 87 metrů nejvyšší kostelní věží na Slovensku. Přesné datum postavení kostela není známo. Věž byla nejdříve dřevěná, později byla nahrazená kovovou.

## Město Spišská Nová Ves
Spišská Nová Ves se pod názvem Villa Nova poprvé uvádí v roce 1268. Patří mezi ta města, jejichž vznik nepředchází ani pověst, ani zakládající privilegium.
Zpočátku kolonistům a zakladatelem sloužil kostel, vybudovaný ve starém Iglově, protože v roce 1268 byl ve Spišské Nové Vsi i kostel i fara. Teprve poté postavili nynější farní kostel, který je považován za působiště faráře Villa Nova. Kostelní dvůr byl obehnán kamennou zdí, vedle níž se z vnější strany nacházely řeznické stánky, dílny kováře a zámečníků. Do kostelního dvora vedly dvě brány, postavené v gotickém slohu, jedna ze severu a druhá ze západní strany. V jižní a východní části kostelního dvora byl hřbitov. Když nepřítel napadl město a dostal se do jeho nitra, občané na kostelním dvoře kladli poslední odpor. Uprostřed náměstí stál původně jen farní kostel. Před ním byla budova, ve které byla umístěna fara a škola. Tato také při požáru města v roce 1849 shořela a její zbytky byly odstraněny.
Jádro města tvoří dlouhé vřetenovité náměstí, typické pro středověká města. Nejcennějším architektonickým objektem je trojlodní gotický římskokatolický farní kostel Nanebevzetí Panny Marie. Patří mezi tzv. halové spišské chrámy. V období osidlování nynější Spišské Nové Vsi bylo zvykem, že více osad mívalo společný kostel a faru. Ty stály na území buď nejstarší nebo největší či hospodářsky nejvýznamnější části.

## Popis

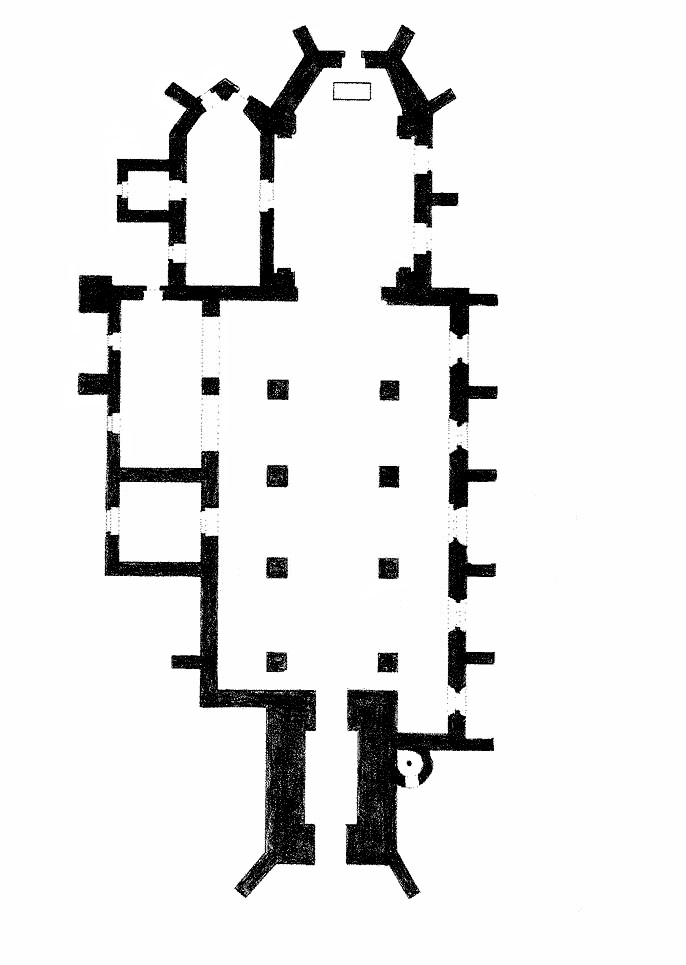
Půdorys kostela

Kostel je trojlodní pseudobazilikální halovou stavbou s novým mnohoúhelníkovým uzávěrem svatyně. V lodi je 27,5 m dlouhý a 16 m široký, přičemž hlavní loď je 8 metrů a boční 4 metry široké. Toto přesné rozdělení trojlodního gotického chrámu dává celé stavbě symetrický půvab. Stejnou výškou lodí reprezentuje tento chrám tzv. halové spišské chrámy.
Šest poměrně masivních sloupů podpírá čtyři pole křížové klenby. Žebra klenby jsou zachycena v konzolách, které jsou ozdobeny rostlinnými, živočišnými nebo jinými motivy.
Pilíře podpírající klenby jsou bílé, jejich zkosené hrany i boční části žeber jsou červené. Bohatě polychromované jsou i figurální ornamenty na svornících. Zatímco rostlinné motivy jsou žluté a zelené, na ostatních motivech se vyskytuje i barva červená a modrá. Při tomto restaurování se zcela neočekávaně podařilo odkrýt i renesanční freskovou výzdobu klenby ze začátku 16. století. Kolem žeber všech polí klenby jsou namalovaní gotičtí krabi.
První a druhé klenbové pole zpředu má jen kolem svorníků náznak oblohy a duhy. V rozích středního pole jsou postavy čtyř evangelistů sedících na trůnech s baldachýny, se svými atributy. Ve volných rozích jsou čtyři andělé, hrající na hudebních nástroje. Kolem svorníku je také náznak oblohy a duhy, ostatní plocha je vyplněna hvězdami, jakož i vyobrazením Slunce a Měsíce. Jde o nadpozemský motiv, který velmi často doprovází právě motiv čtyř evangelistů, jejichž atributy jsou současně i čtyřmi hlavními znameními zvěrokruhu. Bohatě malována je i klenba svatyně: motiv Ducha svatého a andělů. Je to dílo mistra Felixe Daberta z roku 1887. Od něj pochází i ornamentální malba ostatních ploch klenby svatyně.

### Presbytář
Přední část kostela – presbytář, neboli svatyně – má bohatou hvězdicovou klenbu, která pochází z dob přestavby celé svatyně v roce 1771 ve více-méně barokním slohu. Když byl kostel v letech 1954 – 1958 restaurován, podařilo se objevit a odkrýt původní bohatou polychromii žeber a částečně i sloupů.

### Lodě
Prostory lodě jsou zaklenuty křížovými žebrovými klenbami, sbíhajícími se ve figurálních reliéfních svornících. Žebra jsou hruškové profilace, dosahují na konzole s maskami a naturalistickým rostlinným ornamentem. Ve svatyni je novogotická hvězdicová klenba. V severní předsíni je zase křížová hřebínková klenba a v podvěží valená klenba. Jednotlivé lodě spojují lomené arkády, které spočívají na mnohoúhelníkových mohutných pilířích. Arkádami je spojena i kaple původně zasvěcená sv. Barboře, dnes sv. Michalovi, která se otevírá do severní boční lodi. Nad hlavním vchodem na západní straně se zděný chór otevírá do lodi půlkruhovými arkádami. Při poslední restauraci (v letech 1954 - 1958) byly na klenbě lodi objeveny a zrekonstruovány raně renesanční nástěnné malby ze začátku 16. století. Představují čtyři monumentální postavy evangelistů a čtyři anděly, hrajících na hudebních nástroje. Kolem svorníků jsou pestrobarevné duhy a žebra lemována stylizovanou rozvilinovou ornamentikou s náznaky krabů. Odkryta byla i původní pozdně gotická polychromie kamenných článků. Objevenou raně renesanční nástěnnou malbu na klenbách zrestauroval akademický malíř Mikuláš Štalmach. Současně byly provedeny všechny statické zabezpečovací práce hlavně na klenbě objektu. V prostoru nad severní předsíní byly sondami zjištěny fragmenty gotických nástěnných maleb, ty byl také následně zrestaurovány.

### Sakristie
Na severní straně svatyně je přistavěna sakristie. Původně to byla kaple zasvěcena archanděli Michaelovi. Sloužila jako volební síň při každoroční volbě rychtáře. Má trojhranné zakončení a trojpolní křížovou klenbu s žebry klínového profilu s otupeným hrotem. Ze severní strany kostela přistavěná kaple byla zasvěcena sv. Barboře a vysvěcena v roce 1395.

### Exteriér kostela
Na architektuře farního kostela je i z vnější strany patrná kružba štíhlých gotických oken. Nad jižním portálem se nachází kulaté růžicové okno. Barevná okna jsou výrobky vídeňských a budapešťských dílen z let 1886 a 1887.
Jednou z nejkrásnějších výtvarných částí chrámu je portál na jižní straně. Má špaletované ostění, bohatě článkované sloupy a polosloupy. Na obou stranách je po jednom výklenku pro sochy, které zde však chybí. Z veřejí se zvedají dvě detailně vypracované fiály, končící křížovým květem. Do fiál se vrážejí gotické lomené oblouky nad tympanonem, jehož reliéf znázorňuje korunování Matky Boží Panny Marie. Tento reliéf nad branou je jednou z nejstarších plastik na Slovensku.

## Historie kostela
Na Slovensku gotický sloh zasáhl nejprve oblast východoslovenských měst, zejména Spiše a důlní města. Od 14. století byly ve městech budovány honosné vícelodní chrámy, respektive byly přestavovány starší. Ve třetí čtvrtině 14. století byl postaven gotický farní kostel ve Spišské Nové Vsi.
Architektura římskokatolického farního kostela Nanebevzetí Panny Marie, která je zachována zčásti v původním stavu dodnes, jeho stavbu klade do druhé poloviny 14. století. Na jeho místě však stál starší kostel. Když porovnáme jednotlivé architektonické prvky tohoto kostela a těch kostelů, které byly postaveny v okolních městech, zjišťujeme, že ho stavěli stejní mistři, kteří stavěli chrám sv. Jakuba a starý minoritský kostel v Levoči. Zkušenosti, které mistři nabyli při budování levočského farního chrámu sv. Jakuba, uplatnili pak při stavbě tohoto kostela. Stavitel ve své práci pokračoval podle přesného plánu a bez přestávek.

### Přestavby kostela

#### 15. století
Farní kostel prošel několika opravami a úpravami. Po požáru roku 1435 byl provizorně zbudován plochý strop, v roce 1441 však postihlo Spišskou Novou Ves zemětřesení, při němž se rovný strop kostela zhroutil. Kolem roku 1445 byla vybudována nová křížová klenbu, obestavěná mnohoúhelníkovými pilíři.

#### 16. století
Začátkem století začala dostavba původní gotické věže kostela. Stavba se prodlužovala, trvala od roku 1501 do roku 1523. Šlo o nízkou a podsaditou věž s pavlačí. V roce 1548 začal farní kostel sloužit těm, kteří přijali reformaci. Je pravděpodobné, že všechno původní zařízení kostela zůstalo. Koncem století, v roce 1576, byl kostel znovu opravován a roku 1600 začala být renovována věž.

#### 17. století
Při renovaci věže v roce 1608 byly osazeny nové věžní hodiny. Věž byla pokryta šindelem, který dlouho nevydržel, což bylo zjištěno v roce 1649, kdy byl na věž vytahován nový zvon. Vážil 90 centů, nazýval se Heyer Glocke a odlil jej J. Wierd roce 1647. Při vytahování zvonu se zjistilo, že trámy věže jsou shnilé. Rychtář Ján Dirner nařídil celý vršek věže strhnout a postavit nový, který dostal cibulové zakončení. Zvon i vrchní část věže byla zničena při požáru po jejím dělostřeleckém ostřelování 2. února 1849.

#### 18. a 19. století
Byly provedeny další vnější opravy kostela, v roce 1742 ty nejnutnější. Věž byla pokryta měděným plechem místo dosavadního šindele v roce 1760. V letech 1771 až 1772 byla přestavěna celá svatyně do podoby, kterou má dnes a současně provedeny stavební zásahy i v sakristii. Do roku 1789 byl chór kostela dřevěný, poté byl stržen a místo něj postaven dnešní zděný chór. V roce 1789 byl kostel vydlážděn novou dlažbou.

#### Revoluční rok 1848–1849
Události ze začátku února 1849 velmi dramaticky zasáhly do vnějšího vzhledu farního kostela. 2. února 1849, kolem čtrnácté hodiny, vstoupila část maďarského povstaleckého vojska do Spišské Nové Vsi. Přívrženci císaře se nezdržovali a oznámili tuto zprávu Kiesewetterovi, veliteli císařského vojska v Levoči, a současně ho informovali, že u kostela stojí 24 vozů se střelným prachem. Nastalo však nedorozumění, protože nebyl určen kostel. Kiesewetter se na základě těchto zpráv rozhodl, že maďarské povstalce útokem překvapí a zároveň se pomstí měšťanům za to, že tak ochotně vpustili do města maďarskou armádu Lajose Kossutha — jemu nepřátelské vojsko. Mezitím pozdě večer přišla do města Guynova divize, takže celkem bylo ve městě do 5 000 maďarských povstalců.
Avšak, jen co se vyčerpávajícím pochodem v tuhé zimě a velkém sněhu utrápení vojáci uložili k odpočinku, Kiesewetterův prapor zaútočil na město. Ze čtvrti Blaumont začalo císařské dělostřelectvo třemi děly palbu se zápalnými střelami, které dopadly většinou na římskokatolický farní kostel a okolní domy, zvláště na domy na Levočské ulici. Kostelní věž i několik domů se vzňalo. Ve městě nastal zmatek. Věž římskokatolického kostela shořela, zvony s velkým rachotem spadly poté se roztavily. Císařským vojákům se ale nepodařilo zapálit vozy se střelným prachem, které stály na kostelním dvoře. Obrovské škody se podařilo napravit až po několika desetiletích.
Tyto dramatické události se odehrály, když byl farářem ve Spišské Nové Vsi ThDr. Ladislav Zábojský (1846–1850), který se stal krátce nato spišským biskupem. Velmi aktivně organizoval záchranné práce na kostele tak, aby byla zajištěna pozůstalá část věže a střecha. Byly provedeny všechny nezbytné práce. Pro nepříznivé poměry související s nastolením diktatury oprava farního kostela a věže po roce 1849 trvala několik desítek let. V roce 1856 se ve Spišské Nové Vsi konalo veřejné shromáždění obyvatel města, jak katolíků, tak i evangelíků. Tehdejší římskokatolický farář Ignác Reindl (1851-1868) podnikal aktivity, které by zmírnily tehdejší stav.
Podobně pokračoval i jeho nástupce farář Jindřich Jurkovič (1868–1885). Opravy vyžadovaly enormně mnoho finančních prostředků, ale především adekvátní architektonické řešení situace. Problematika byla v centru pozornosti nejen římskokatolického farního společenství, ale i města, ministerstva pro kulturu a osvětu, institucí pro ochranu památek, župního úřadu a jiných.
V roce 1885 se stal římskokatolickým farářem v Spišské Nové Vsi Štefan Koštialik (1885-1890). Jelikož si uvědomoval, v jakém stavu je kostel, hned se s velkým elánem pustil do oprav. Tato velmi rozsáhlá rekonstrukce kostela byla provedena v letech 1886 až 1887. Z vlastních prostředků věnoval na její realizaci více než 3000 zlatých.
Nechal opravit celý kostel: nově byl vydlážděn dlaždicemi, které byly koupeny ve Vídni. Barevná okna byla zhotovena v Budapešti a ve Vídni, zde byly zakoupeny i nové lampy, svícny a lustry. Koštialik nechal vyměnit všechno zařízení kostela. Malíř Felix Daberto vymaloval svatyni a kapli sv. Michala. Malíř Jan Flachs, který měl dílnu ve Spišské Nové Vsi, vymaloval ostatní části kostela. Celkově finanční náklady na renovaci dosáhly částky 25 000 zlatých. Střechu se podařilo opravit v roce 1890.

#### Výstavba nové věže v novogotickém slohu

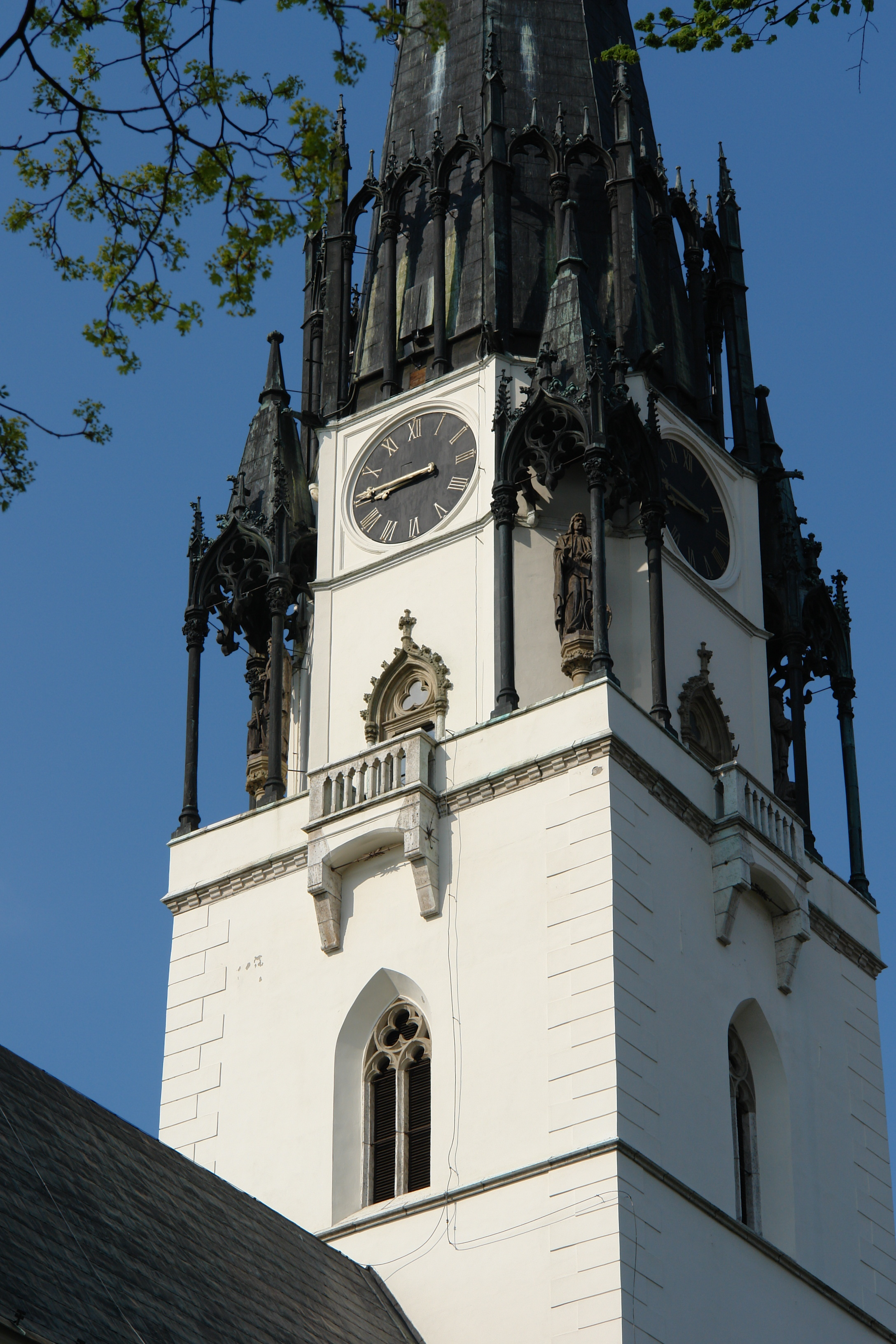
Novogotická věž

Výstavba věže však byla determinována několika limitovanými podmínkami, které určilo Ministerstvo kultury a výuky. Nový projekt věže se neměl podobat předchozímu. První pokus vypracovat projekt na novou věž uskutečnil v roce 1889 Státní stavební úřad v Levoči, jenže nebyl úspěšný, takže v roce 1890 musel být vypracován nový návrh. Město Spišská Nová Ves jej sice přijalo, ale nadřízené ministerstvo tento projekt neschválilo. Ministerstvo kultury a výuky nařídilo, aby byla věž postavila v novogotickém slohu, podle plánů profesora Vysoké školy technické v Budapešti Imricha Steindla. Vedením stavby byl pověřen Viliam Frodl, restaurátor košického dómu. Výstavba věže byla financována z více zdrojů: ministerstvo, státní pokladna, město a jiné. K restaurování věže bylo přistoupeno pak až v roce 1893, kdy zároveň i kostel dostal svému slohu přiměřenou střechu. Věž už však nebyla obnovena v její předchozí podobě, kterou požár zničil. Nákladem 42 000 zlatých byla v roce 1894 dokončena 87 metrů vysoká štíhlá neogotická věž, která je od té doby nejcharakterističtější stavbou Spišské Nové Vsi a současně i nejvyšší neogotickou věží Slovenska.
Je postavena na původních středových základových zdech. Spodní část věže je poměrně jednoduchá, ozdobená gotickými okny. O to bohatěji zdobená je střední část věže nad balkonem. Ve čtyřech rozích balkonu jsou neogotické baldachýny, v nichž jsou čtyři sochy evangelistů v nadživotní velikosti vytesané ze dřeva. Přibližná výška soch je 3 m. Jejich autorem je Július Fuhrmann (1852-1915). Každá socha drží v rukou brk a svitek pergamenu. U nohou jsou atributy jednotlivých evangelistů: Matouš má anděla, Marek má lva, Lukáš má býka a Jan Evangelista orla. Všichni, kromě Jana, mají podobu starých mužů. Nad balkonem jsou věžní hodiny orientované na čtyři světové strany. Část věže nad hodinami je zdobena neogotickými oblouky a fiálami.
Věž od své restaurace začala plnit kromě své náboženské funkce i funkci městské věže. Do roku 1777 funkci městské věže plnila věžička uprostřed střechy na původní radnici (dům na Letné ulici - dnes Spišské muzeum), kde byl zvon, který se používal při významných příležitostech, zahájení jarmarků, při popravách, při požárech apod. Když si město postavilo nynější radnici a od roku 1779 v ní sídlily všechny samosprávné orgány města, začala částečně nahrazovat roli městské věže kostelní věž. Stalo se tak na základě požárních a policejních nařízení, která byla vydána v roce 1786. Mezi preventivní protipožární opatření patřila i strážní služba na věži. Požár se vyhlašoval všemi možnými způsoby: troubením, zvoněním, pískáním. Mělo jít i o upozornění obyvatel postiženého domu a sousedů, pokud požár vypukl v noci, nebo pokud by ho nebyli zpozorovali.
V dubnu 1896 bylo instalováno telefonické spojení mezi věží farního kostela a požární strážnicí, což nebylo v té době na Slovensku běžné. Protipožární strážce, konající službu na věži, byl povinen každých 15 minut z balkonu věže na čtyři světové strany provádět zvukový signál ve dne i v noci. Tento stav trval do konce roku 1953, kdy bylo vydáno vládní nařízení č. 95/1953 o reorganizaci státního dozoru a požární ochrany. Na novogotické věži římskokatolického kostela jsou v současnosti umístěny tyto zvony: Šmertný zvon (umíráček) je z roku 1486 a pochází z dílny Jana Wagnera, který nebyl přímým příslušníkem gaalovské rodiny. Ve spišsko gaalovské dílně působil v letech 1475 – 1516. Průměr zvonu je 92 cm. V roce 1857 se ve Spišské Nové Vsi zdržoval Andreas Schaudt z Budapešti. Tehdy odlil oba největší zvony: URBAN – průměr 206 cm a CONCORDIA – průměr 164 cm. Rodinná zvonařská dílna Fischer z Trnavy v roce 1930 odlila pro Spišskou Novou Ves dva zvony: PETER – průměr 143 cm a MEDIÁN – průměr 118 cm.

## Zajímavosti
Zvláštností věže kostela je, že kromě hodin nad balkonem má ještě jedny hodiny orientované na sever, jih a západ ve spodní části věže. Tyto hodiny jsou reliktem z původní gotické věže, která byla v roce 1649 přebudována a dostala báň ve tvaru cibule. Jde o věž s největším počtem hodinových ciferníků na Slovensku – nachází se jich na ní až sedm. Právě kvůli počtu hodin na této věži dostali v minulosti obyvatelé města přívlastek „šľepi“ (slepí).
Díky své výšce je věž od roku 2008 zapsána do Knihy slovenských rekordů.

## Fotogalerie

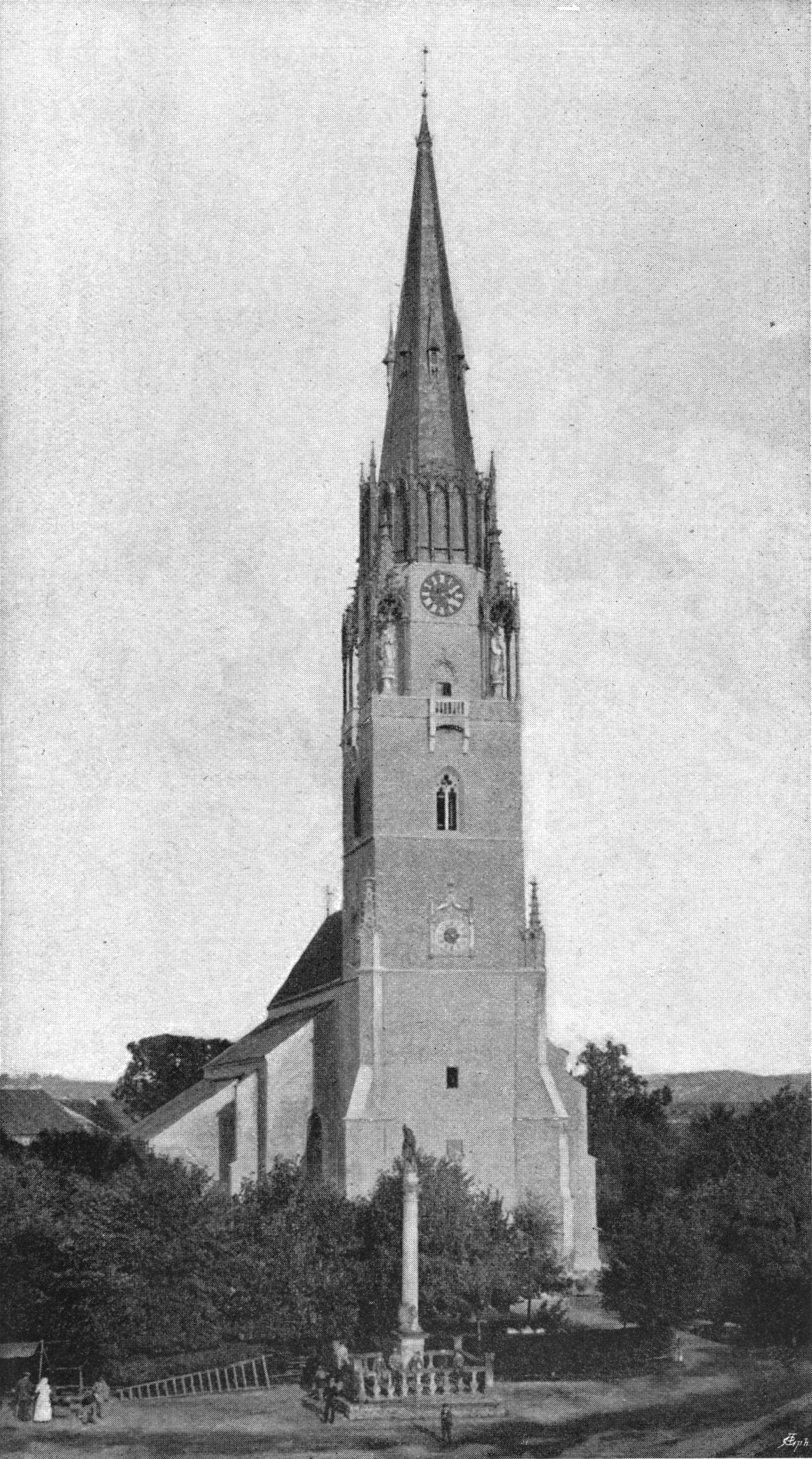
Věž kostela, architekt Imre Steindl, 1885
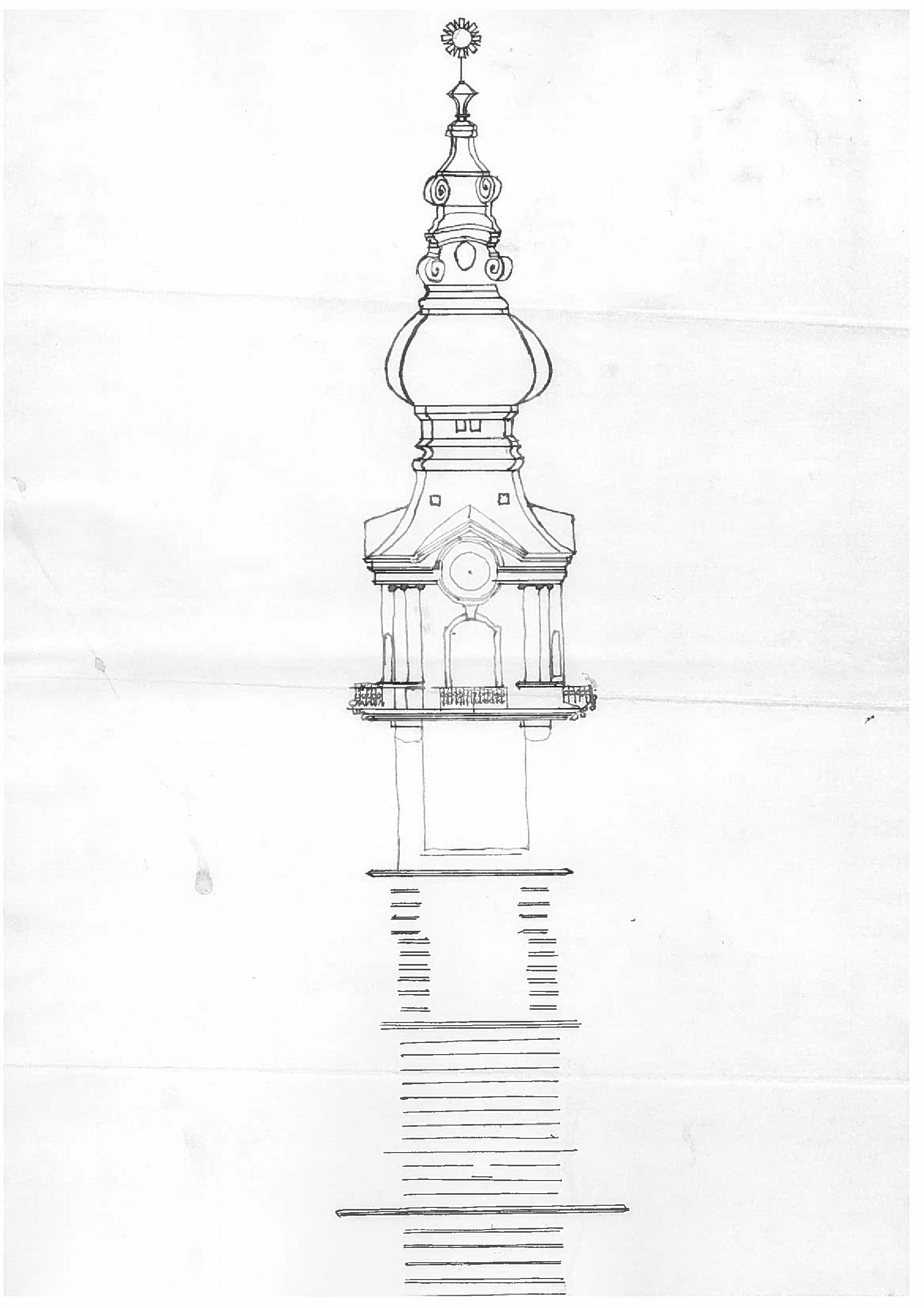
Cibulovitý tvar věže před požárem roku 1849
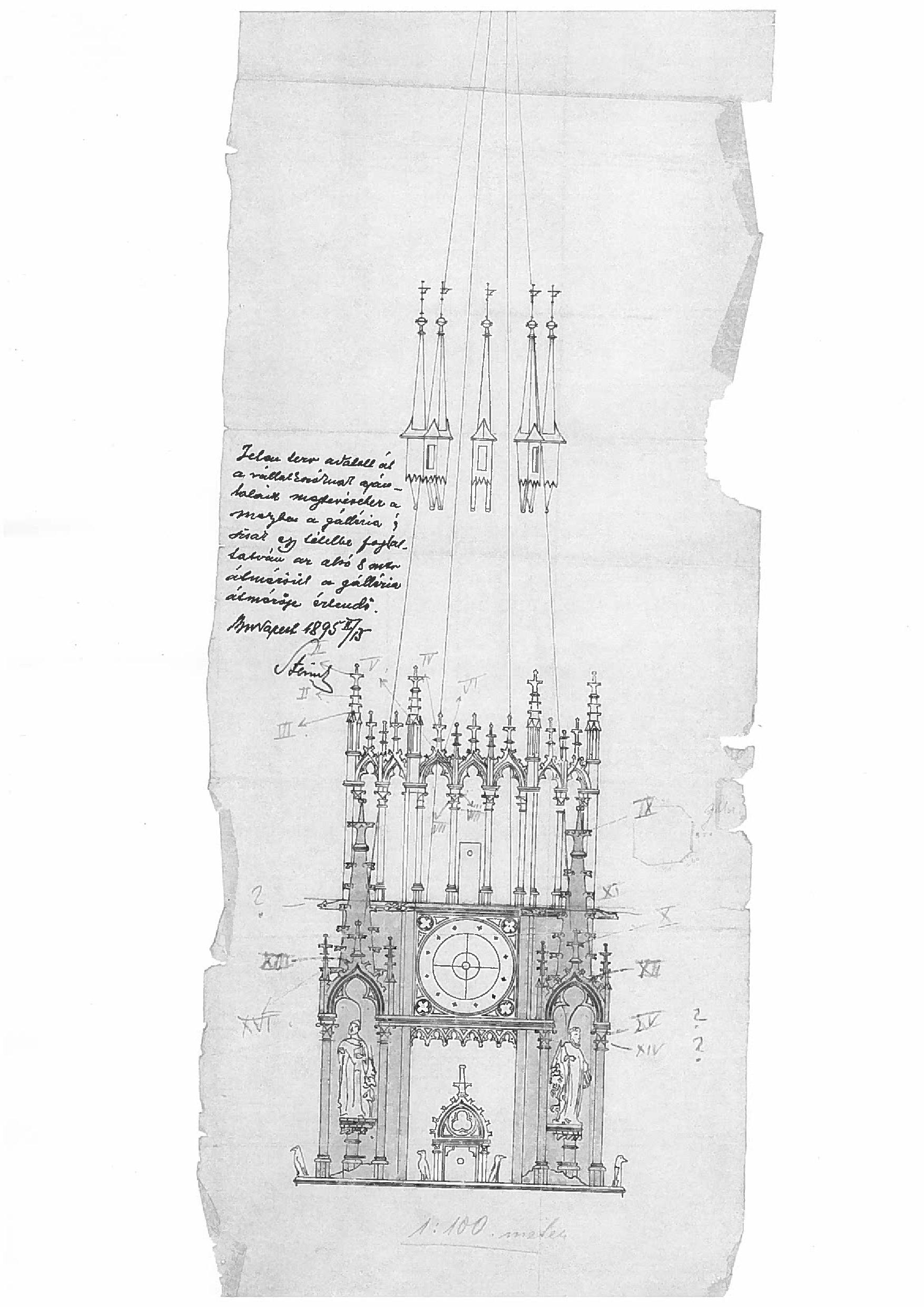
Návrh současné věže, architekt Imre Steindl, 1895
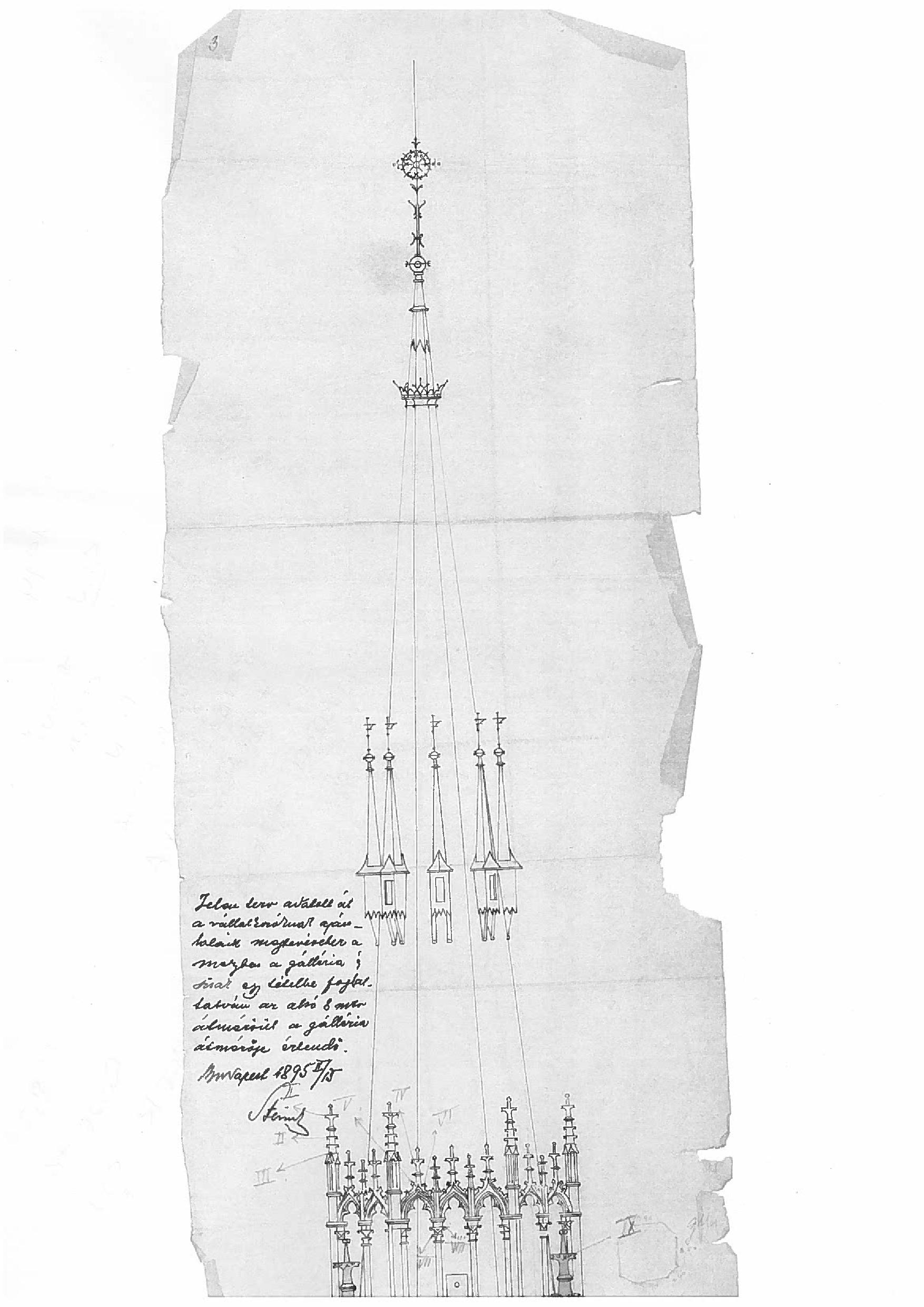
Návrh současné věže, architekt Imre Steindl, 1895
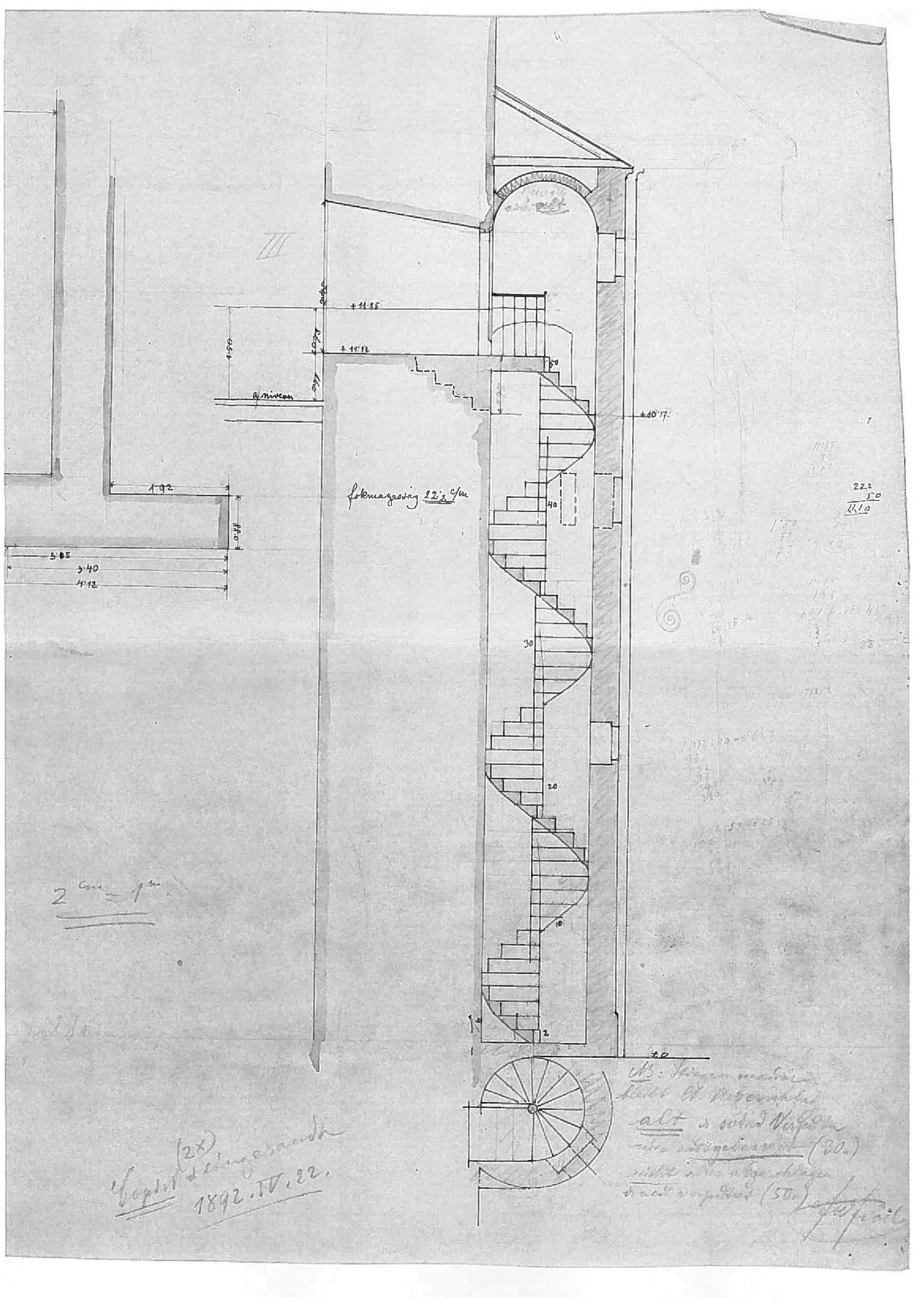
Řez točitým schodištěm vedoucím na balkón, 1892
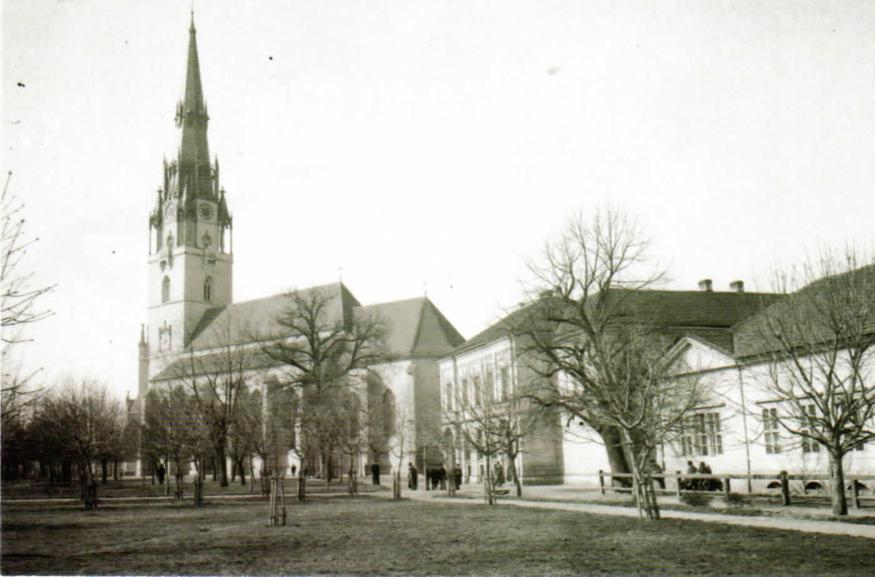
Náměstí a kostel Nanebevzetí Panny Marie, historická fotografie, 20. léta 20. století